# Henri Manigart
Henri Manigart, né le 10 mai 1898 à Namur et mort le 23 mai 1982 à Aubervilliers, est un résistant belge, Compagnon de la Libération. Citoyen belge installé en France, il s'engage dans la résistance française après l'armistice du 22 juin 1940 et se distingue par de nombreuses actions armées ainsi que par l'aide apportée aux prisonniers de guerres et aux populations occupées.

## Biographie

### Jeunesse
Henri Manigart naît le 10 mai 1898 à Namur, en Belgique. Installé en France, à Aubervilliers, il y dirige une entreprise de cordonnerie.

### Seconde Guerre mondiale
Après l'armistice du 22 juin 1940, il décide de s'engager dans la résistance intérieure et monte un réseau d'assistance et d'évasion de prisonniers de guerre. Toujours basé à Aubervilliers et actif dans toute la région au nord-est de Paris, il fournit de fausses pièces d'identité à près de 3 000 prisonniers évadés et parvient à faire exfiltrer plus de 300 aviateurs alliés abattus au-dessus de la France.
À la suite de l'instauration du Service du Travail Obligatoire, son réseau se diversifie en apportant son aide aux réfractaires du STO, leur fournissant des papiers et des emplois leur permettant d'échapper aux réquisitions. Il fournit également des faux papiers et des tickets de rationnement à ses collègues de la résistance. Par ailleurs, le réseau réalise également une propagande anti-vichyste et pro-de Gaulle avec la réalisation et la distribution de tracts et d'affiches. Outre le travail administratif, Henri Manigart prend également une part active dans des actions armées. À la tête de groupes francs qu'il a lui-même organisé, il procède à des opérations de sabotage de lignes téléphoniques et électriques ainsi qu'à des déraillements de trains et de la récupération de matériel et de carburant.
S'étant rapproché du réseau Ceux de la Résistance (CDLR) en janvier 1944, Henri Manigart est repéré par la Gestapo et entre dans la clandestinité totale en mai de la même année. Totalement intégré à CDLR avec ses groupes francs, il devient chef FFI du secteur Aubervilliers-Stains-Drancy. En prélude à la libération de Paris, il réalise durant l'été 1944 un grand nombre d'opérations à la tête de 3 000 FFI. Il met ainsi hors de combat 160 allemands et en fait prisonniers 273 autres et s'empare d'une grande quantité de matériel et de plusieurs milliers de litres d'essence. Mettant à disposition les fonds qu'il a récolté avec son groupe mais aussi ses fonds personnels, il ravitaille une partie de la population et assure l'entretien de 200 policiers. Enfin, il distribue une somme d'argent à chaque veuve d'un FFI d'Aubervilliers.

### Après-Guerre
Toujours installé à Aubervilliers après le conflit, il est embauché aux établissements Solere, une entreprise de produits d'entretien dont il est attaché de direction. Retraité en 1963, Henri Manigart meurt le 23 mai 1982 à Aubervilliers et y est inhumé dans le cimetière communal.

## Décorations
|  |  |  |  |  |  |
|  |  |  |  |  |  |

| Chevalier de la Légion d'honneur                 | Chevalier de la Légion d'honneur | Chevalier de la Légion d'honneur | Compagnon de la Libération Par décret du 20 janvier 1946 | Compagnon de la Libération Par décret du 20 janvier 1946 | Compagnon de la Libération Par décret du 20 janvier 1946 | Croix de guerre 1939-1945 Avec une palme | Croix de guerre 1939-1945 Avec une palme | Croix de guerre 1939-1945 Avec une palme |
| Médaille de la Résistance française Avec rosette |                                  |                                  |                                                          |                                                          |                                                          |                                          |                                          |                                          |

## Hommages
- À Aubervilliers, une rue a été baptisée en son honneur[4],[5].